# ديلماس
ديلماس هي إحدى مدن هايتي. يبلغ عدد سكانها 395,260 نسمة وذلك حسب إحصائيات سنة 2015. يبلغ ارتفاع المدينة عن سطح البحر قرابة 194 متر. تبلغ مساحتها 27.74 كم².

## أعلام
- فانيل سيرين